# Tupýchiv
Tupýchiv (ucraniano: Тупи́чів) es un municipio rural de Ucrania perteneciente al raión de Chernígov de la óblast de Chernígov.
En 2020, el territorio del actual municipio tenía una población de unos seis mil habitantes, de los que unos dos mil vivían en el propio pueblo de Tupýchiv y el resto repartidos en diez pedanías. El municipio se formó en 2017 mediante la fusión de los consejos rurales de Tupýchiv (con la pedanía Topólivka), Burivka (con la pedanía Bézykiv) y Velyki Lystvén. En 2019 se formó temporalmente el vecino municipio de Výjvostiv, mediante la fusión de los consejos rurales de Výjvostiv (con la pedanía Rozvýnivka), Iváshkivka (con las pedanías Dovhe y Zeleni Hai) y Kulykivka; sin embargo, en 2020 este territorio también se integró en el término municipal de Tupýchiv. Hasta 2020, esta área formaba parte del raión de Horodniá.
Se conoce la existencia del pueblo en documentos desde 1526, cuando pertenecía al Gran Ducado de Lituania. Se desarrolló como una localidad importante en tiempos del Imperio ruso, cuando perteneció a la familia noble Svechyn, que desarrolló aquí un parque de tres hectáreas, una fábrica de vodka y diversas infraestructuras públicas. A mediados del siglo XIX ya tenía casi dos mil habitantes.
Se ubica sobre la carretera T2512, a medio camino entre Ripky y Horodniá.